# Kalimango
Kalimango is een bestuurslaag in het regentschap Sumbawa van de provincie West-Nusa Tenggara, Indonesië. Kalimango telt 3467 inwoners (volkstelling 2010).